# Hillside, New York
Hillside är en ort i Ulster County i delstaten New York, USA.